# Synagoga Chóralna w Dnieprze
Synagoga Chóralna w Dnieprze, zwana Złotą Różą (ukr. Дніпровська Хоральна Синагога Золота Роза; Дніпровська Хоральна Синагога Золота Троянда) – żydowska bożnica zbudowana w połowie XIX wieku, od 2000 roku znów działająca w Dnieprze. 
Pierwszy dom modlitewny w Dnieprze – wówczas nazywanym Jekaterynosławiem – został wzniesiony na początku XIX wieku, jednak w 1833 roku spłonął w pożarze. W połowie XIX wieku zbudowano murowaną synagogę w stylu klasycyzmu, z trójkątnym tympanonem i dwoma symetrycznie ustawionymi wieżyczkami. 
W 1929 roku bóżnica została zamknięta i zamieniona w klub, a po 1947 roku w fabryczny dom kultury im. M. Wołodarskiego (odbywały się tu m.in. zajęcia sportowe). W 1996 roku gmach został zwrócony gminie żydowskiej, która przeprowadziła jego gruntowną rekonstrukcję. W 2005 roku dokonano uroczystego poświęcenia synagogi.